# Tussenwaardplant
Een tussenwaardplant is een waardplant die nodig is voor het voltooien van de levenscyclus van een parasiterend organisme of virus. Hier zijn dus twee verschillende waardplanten nodig.

## Gele roest
Zo heeft de gele roest (een schimmel) als tussenwaardplant de zuurbes (Berberis vulgaris). De overwintering vindt plaats op de tussenwaardplant of als teleutospore of mycelium. Bij vorst sterven de teleutosporen af en bij strenge vorst ook het mycelium en kan de schimmel zich alleen voortplanten via de zuurbes.
De levenscyclus bestaat uit vijf stadia, die op de twee verschillende waardplanten, een graansoort of grassoort en de zuurbes, doorlopen worden.

## Knikkergalwesp
Na bevruchting leggen de vrouwtjes van de knikkergalwesp eieren op de moseik die als tussenwaardplant fungeert. Op de moseik worden daardoor vogelnestgallen (Andricus kollari forma circulans Mayr) gevormd. Uit deze gallen komen alleen vrouwelijke galwespen, die door parthenogenese in staat zijn eitjes te leggen op de zomereik en wintereik waarop dan vervolgens de knikkergallen gevormd worden.